# Midtdjurs
Midtdjurs is een voormalige gemeente in Denemarken. De oppervlakte bedroeg 178,67 km². De gemeente telde 7763 inwoners waarvan 3960 mannen en 3803 vrouwen (cijfers 2005). Hoofdplaats was Kolind.
De oud gemeente hoort sinds de herindeling van 2007 tot de gemeente Syddjurs.